# Янікув (Козеницький повіт)
Янікув (пол. Janików) — село в Польщі, у гміні Козениці Козеницького повіту Мазовецького воєводства.
Населення — 683 особи (2011).
У 1975-1998 роках село належало до Радомського воєводства.

## Демографія
Демографічна структура станом на 31 березня 2011 року:
|          | Загалом | Допрацездатний вік | Працездатний вік | Постпрацездатний вік |
| -------- | ------- | ------------------ | ---------------- | -------------------- |
| Чоловіки | 344     | 65                 | 246              | 33                   |
| Жінки    | 339     | 64                 | 200              | 75                   |
| Разом    | 683     | 129                | 446              | 108                  |